# Foxy Grandpa and Polly in a Little Hilarity

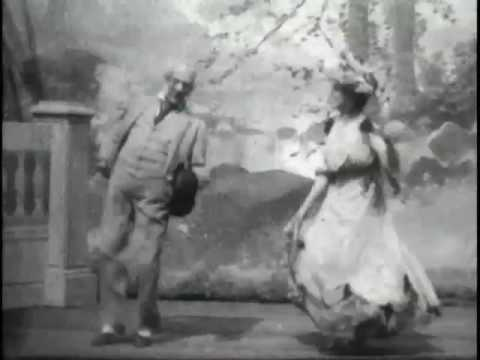
Photo du film

Pour plus de détails, voir Fiche technique et Distribution.
Foxy Grandpa and Polly in a Little Hilarity est un film américain de danse, sorti en 1902.

## Synopsis
Polly et Foxy Grandpa exécutent une danse de style vaudeville, sur une petite scène, dans ce qui semble être un rythme ragtime.

## Fiche technique
- Titre : Foxy Grandpa and Polly in a Little Hilarity
- Société de production : American Mutoscope and Biograph Company
- Pays d'origine :  États-Unis
- Genre : Danse
- Durée : 30 secondes
- Date de sortie : 1902

## Distribution
- Carrie DeMar : Polly
- Joseph Hart : Foxy Grandpa

## Production
Ce film a été produit par l’American Mutoscope and Biograph Company, créée en 1895 par William Kennedy Laurie Dickson (premier réalisateur du cinéma et metteur au point du kinétoscope d'Edison dont il quitte le service), Elias Bernard Koopman, Harry Norton Marvin et Herman Casler. Il devait être exploité à l'aide du mutoscope, breveté par Herman Casler dès 1894. Comme le kinétoscope de Thomas Edison, le mutoscope ne projetait pas le film sur un écran mais permettait un visionnage pour une personne à la fois. Moins onéreux et plus simple que le kinétoscope, ce système commercialisé par l'American Mutoscope Company a rapidement dominé le marché des machines à sous de visionnage de films.
Pour éviter d'être en infraction avec les brevets d'Edison déposé sur le format 35 mm, la caméra Biographe (Biograph en anglais), qui, de 1895 à 1902, enregistrait les films montrés sur le mutoscope, utilisait une pellicule très large, 68 mm, avec une grandeur de photogramme de 2X2,5 pouces, soit 4 fois la taille du format 35 mm d'Edison. Les films enregistrés par la biographe n'étaient pas pré-perforés ; le mécanisme de la caméra actionnait un double poinçon qui faisait un trou circulaire de chaque côté de chaque image pendant la prise de vues effectuée à la cadence de 30 images par seconde.
Le mutoscope fonctionnait sur le même principe qu'un folioscope, avec des images encadrées et imprimées sur des cartes souples reliées à un noyau circulaire qui tournait en actionnant à la main une manivelle. Les cartes étaient éclairées par des ampoules électriques à l'intérieur de la machine, un système créé par le frère d'Arthur Marvin Henry, l'un des fondateurs de La Biograph Company. Les premières machines utilisaient la lumière naturelle qui était dirigée sur les cartes à l'aide d'un panneau réflecteur.